# Saša Obradović
Pour les articles homonymes, voir Obradović.
Saša Obradović (serbe en écriture cyrillique : Саша Обрадовић), né le 29 janvier 1969 à Belgrade, est un joueur puis entraîneur serbe de basket-ball. Lors de sa carrière de joueur, il évoluait au poste d'arrière ou de meneur.

## Biographie
En novembre 2016, Fótis Katsikáris, l'entraîneur du Lokomotiv Kouban-Krasnodar et le club rompent le contrat qui les unit. Quelques jours plus tard, Obradović est nommé entraîneur de l'équipe.
Obradović quitte le Lokomotiv Kouban-Krasnodar en novembre 2018. En février 2019, Obradović est nommé entraîneur de l'AS Monaco en remplacement de Sašo Filipovski et officiellement qualifié par la Ligue nationale en mars,.
En juin 2020, Obradović quitte Monaco et rejoint l'Étoile rouge de Belgrade en tant qu'entraîneur. Il signe un contrat pour deux saisons,. Obradović quitte le club en décembre,.
Mi-décembre 2021, Zvezdan Mitrović est licencié de son poste d'entraîneur de l'AS Monaco et remplacé par Obradović,.
Le 18 novembre 2024, Obradović quitte l'AS Monaco et est remplacé temporairement par Manuchar Markoishvili. Sous sa direction, le club remporte deux titres de champion de France en 2023 et 2024, la coupe de France 2023 et se qualifie pour les playoffs de l'Euroligue, en accédant au Final Four en 2023, battu par l'Olympiakos.

## Clubs successifs

### Joueur
- 1988-1994 : Étoile rouge de Belgrade ( Yougoslavie)
- 1993 : CSP Limoges ( France)
- 1993-1994 : Étoile rouge de Belgrade ( RF Yougoslavie)
- 1994-1997 : ALBA Berlin ( Allemagne)
- 1997-1999 : Pallacanestro Virtus Rome ( Italie)
- 1999-2000 : Étoile rouge de Belgrade ( RF Yougoslavie)
- 2000-2001 : KK Budućnost Podgorica ( RF Yougoslavie)
- 2001-2005 : RheinEnergie Cologne ( Allemagne)

### Entraîneur
- 2005-2008 :  Cologne 99ers
- 2008-2009 :  BK Kiev
- 2009 :  Turów Zgorzelec
- 2010-2012 :  BC Donetsk
- 2012-2016 :  ALBA Berlin
- 2016-2018 :  Lokomotiv Kouban-Krasnodar
- 2019-2020 :  AS Monaco
- 2020 :  Étoile rouge de Belgrade
- 2021-2024 :  AS Monaco

## Palmarès

### Comme joueur

#### Club
- Coupe Korać 1995
- Champion de Yougoslavie 1993, 1994 avec Belgrade, 2001 avec Podgorica
- Champion d'Allemagne 1996
- 2 Coupe d'Allemagne

#### Sélection nationale
- Jeux olympiques d'été
  -  Médaille d'argent des Jeux olympiques de 1996 d'Atlanta
- Championnat du monde
  -  Médaille d'or du Championnat du monde 1998 en Grèce
- Championnat d'Europe
  -  Médaille d'or du Championnat d'Europe 2001 en Turquie
  -  Médaille d'or du Championnat d'Europe 1997 en Espagne
  -  Médaille d'or du Championnat d'Europe 1995 en Grèce

### Comme entraîneur

#### Club
- Champion d'Allemagne 2006
- Champion d'Ukraine 2012
- Coupe d'Allemagne 2007, 2013, 2014, 2016
- Entraîneur de l'année en championnat d'Allemagne de basket-ball (de) en 2015
- Vainqueur de la Coupe de Russie 2018
- Entraîneur de l'année en EuroCoupe (en) 2017-2018
- Vainqueur du Championnat de France 2023 et 2024
- Vainqueur de la Coupe de France 2023

#### Sélection nationale
- Championnat du monde
  - Participation au Championnat du monde 2006 au Japon